# Алтмарк
Алтмарк или Старата марка (на немски: Altmark) е регион в северната част на Саксония-Анхалт в Северна Германия.
За пръв път се споменава през 1304 г. – Antiqua Marchia (Алте Марк) – западната територия на Елба и принадлежи към Маркграфство Бранденбург (от 1157 до 1815 г.), люлката на Прусия.